# 리처드 러스트
리처드 러스트(Richard Rust, 1938년 7월 14일 ~ 1994년 11월 9일)는 미국의 배우이다.
보스턴에서 태어났으며 로스앤젤레스에서 사망하였다. 사인은 심근 경색이다.

## 출연 작품
- 범죄와의 전쟁 (1988년)
- 더블 리벤지 (1988, Double Revenge)
- 키드 블루 (1973년)
- 알바레즈 켈리 (1966년)
- 대장 부리바 (1962년)
- 미국의 암흑가 (1961년)
- 코만치 스테이션 (1960년)

### 텔레비전
- 페리 메이슨 (1954, 1964)
- 딜론 보안관 (1959-60)
- 선셋 77번가 (1960, 1961)
- 서부의 파라딘 (1960-62)